# Температура Кюрі
| Матеріал | Tc (K) |
| -------- | ------ |
| MnOFe2O3 | 573    |
| Y3Fe5O12 | 560    |
| Cu2MnIn  | 500    |
| CrO2     | 386    |
| MnAs     | 318    |
| Gd       | 292    |
| Au2MnAl  | 200    |
| Dy       | 88     |
| EuO      | 69     |
| CrBr3    | 37     |
| EuS      | 16,5   |
| GdCl3    | 2,2    |

| Матеріал | Tc (K) |
| -------- | ------ |
| Co       | 1388   |
| Fe       | 1043   |
| Fe2B     | 1015   |
| FeOFe2O3 | 858    |
| NiOFe2O3 | 858    |
| CuOFe2O3 | 728    |
| MgOFe2O3 | 713    |
| MnBi     | 630    |
| Cu2MnAl  | 630    |
| Ni       | 627    |
| MnSb     | 587    |
| MnB      | 578    |

Температу́ра Кюрі́ — температура фазового переходу другого роду, за якої відбувається стрибкоподібна зміна властивостей речовини. При температурі Кюрі відбувається фазовий перехід від феромагнетика до парамагнетика або між полярною й неполярною фазами сегнетоелектрика.
Температура θ фазового переходу другого роду, пов'язаного зі стрибкоподібною зміною властивостей симетрії речовини (напр., магнітної — у феромагнетиків і антиферомагнетиків, електричної — у сегнетиків). При T < θ феромагнетики характеризуються спонтанною намагніченістю, в T = θ інтенсивність теплового руху атомів феромагнетика достатня для руйнування його спонтанної намагніченості, внаслідок чого він перетворюється в парамагнетик. Отже, вище від такої температури речовина є парамагнітною, а нижче — феромагнітною (чи феримагнітною).
Позначається здебільшого {\displaystyle T_{C}\,}.

## Суть явища
Феромагнетизм зумовлений обмінною взаємодією між електронами, завдяки якій спінам електронів вигідно орієнтуватися паралельно. Проте хаотичний тепловий рух намагається розорієнтувати спіни. При низьких температурах енергії теплового руху не вистачає для подолання феромагнетизму. Таке подолання відбувається вище від певної температури, яку називають температурою Кюрі.
Фазовий перехід між феромагнітним і парамагнітним станом речовини є фазовим переходом другого роду.

## Поведінка речовини вище температури Кюрі
Вище температури Кюрі магнітну поведінку речовини в основному описує закон Кюрі — Вайса. Парамагнітна сприйнятливість у доброму наближенні дорівнює співвідношенню
{\displaystyle \chi ={\frac {C}{T-T_{\mathrm {C} }}}},
де {\displaystyle C} — константа Кюрі, {\displaystyle T_{C}\,} — температура Кюрі.